# Ólafur Skúlason
Ólafur Ingi Skúlason (* 1. dubna 1983) je bývalý islandský profesionální fotbalista. Je trenérem islandské fotbalové reprezentace do 19 let a islandské reprezentace žen do 15 let.

## Klubová kariéra
Ólafur se narodil v Reykjavíku, kde hrál za Fylkir. Dne 1. července 2001 přestoupil do Arsenalu. Ólafur byl na část sezóny 2002/03 poslán na hostování zpět do Fylkiru a v této sezóně byl zvolen nejlepším mladým hráčem islandské ligy.
Jeho debut v Arsenalu přišel 2. prosince 2003 při porážce 5:1 od Wolverhamptonu Wanderers, když po 55 minutách zápasu nahradil Justina Hoyteho. Ólafur byl Arsenalem propuštěn 28. května 2005 a 22. června 2005 podepsal smlouvu s Brentfordem. Po jeho příchodu do Brentfordu ho klubový web citoval: „Dívám se na to jako na velmi důležitý krok v mé kariéře; vím, že manažer Martin Allen měl zájem mě podepsat už nějakou dobu, to pro mě byl obrovský kompliment“.
Ve druhém zápase sezóny 2005/06 utrpěl Ólafur zranění vazů v důsledku střetu s Derekem Nivenem z Chesterfieldu, což ho vyřadilo pro zbytek sezóny. Na začátku sezóny 2006/07 byl už zdravý a svůj comeback završil vítězným gólem v prvním zápase sezóny při výhře 1:0 nad Blackpoolem. Dne 21. února 2007 podepsal smlouvu s Helsingborgs IF. Po třech úspěšných letech v Helsingborgu Ólafur odmítl nabídku na novou smlouvu a 6. prosince 2009 podepsal smlouvu s dánským týmem SønderjyskE.
O rok později Ólafur podepsal smlouvu se Zulte-Waregem v Belgii a zůstal tam čtyři roky. Poté několik let hrálv Turecku, než se vrátil do Fylkiru. 
Ólafur se vrátil do svého bývalého klubu Fylkir v roce 2018.

## Reprezentační kariéra
Ólafur si připsal svůj první start za Island v přátelském utkání proti Mexiku 20. listopadu 2003 jako náhradník, když nahradil Veigara Pálla Gunnarssona. Byl také kapitánem jejich týmu do 21 let.
Přestože Ólafur odehrál téměř 30 mezinárodních zápasů za více než deset let, nikdy se mu nepodařilo stát se pravidelným členem prvního týmu islandské reprezentace. Byl však užitečným členem kádru a odehrál tři zápasy jako náhradník v úspěšné kvalifikaci Islandu na Euro 2016, včetně slavné výhry nad Nizozemskem v Amsterdamu. I přesto nebyl vybrán do islandského týmu pro Euro 2016.
V květnu 2018 byl jmenován do 23členného islandského kádru pro Mistrovství světa ve fotbale 2018 v Rusku.

## Kariérní statistiky

### Reprezentační statistiky
| Národní tým | Rok     | Zápasy | Góly |
| ----------- | ------- | ------ | ---- |
| Island      | 2003    | 1      | 0    |
| Island      | 2004    | 0      | 0    |
| Island      | 2005    | 1      | 0    |
| Island      | 2006    | 1      | 0    |
| Island      | 2007    | 2      | 0    |
| Island      | 2008    | 1      | 0    |
| Island      | 2009    | 3      | 1    |
| Island      | 2010    | 5      | 0    |
| Island      | 2011    | 1      | 0    |
| Island      | 2012    | 1      | 0    |
| Island      | 2013    | 4      | 0    |
| Island      | 2014    | 3      | 0    |
| Island      | 2015    | 2      | 0    |
| Island      | 2016    | 1      | 0    |
| Island      | 2017    | 5      | 0    |
| Island      | 2018    | 4      | 0    |
| Celkově     | Celkově | 36     | 1    |

#### Reprezentační góly
Skóre a výsledky Islandu jsou vždy zapsány jako první.
| Gól | Datum        | Místo                               | Soupeř | Skóre | Výsledek | Soutěž          |
| --- | ------------ | ----------------------------------- | ------ | ----- | -------- | --------------- |
| 1.  | 9. září 2009 | Laugardalsvöllur, Reykjavík, Island | Gruzie | 2:0   | 3:1      | Přátelský zápas |